# Trichochaeta recedens
Trichochaeta recedens är en tvåvingeart som först beskrevs av Walker 1861.  Trichochaeta recedens ingår i släktet Trichochaeta och familjen vapenflugor. Inga underarter finns listade i Catalogue of Life.